# 稱沱鄉
稱沱鄉，是四川省鄰水縣和長壽縣（今重慶市長壽區）共管的一個鄉鎮，1954年3月9日全部劃屬長壽縣，為附近貨物之小集散地，處長壽、鄰水、江北三縣交界處，又是御臨河河上水碼頭鬧市，素有小重慶之稱。

## 沿革

### 鄰水縣稱沱鄉沿革
- 道光年間鄰水縣有三十六場，其中仁和場、稱沱場均半屬長壽[4]。
- 民國4年(1915年)，置稱沱鄉，屬鄰水縣第三保衛區（共5個保衛區）[5]。
- 民國6年(1917年)，屬何區不詳（5個保衛區劃為6區）[5]。
- 民國24年(1935年)，屬鄰水縣第三區（6區並為3區）[5]。
- 民國29年(1940年)，實行新縣制屬，併入御臨鄉[5]。
- 1953年9月4日，復置稱沱鄉，屬第五區(灘區)。
- 1954年3月9日，鄰水縣和長壽縣共管的兩個場鎮互相交換，鄰水縣第五區(幺灘區)的稱沱鄉劃歸長壽縣第七區管轄，命名草堰鄉；長壽縣第七區(萬順區)黎橋鄉劃入鄰水縣第六區(九龍區)公所管轄[6][7]。

### 長壽縣稱沱鄉沿革
- 1950年，稱沱鄉屬長壽縣第七區[8]。
- 1953年民主建政，第七區改稱萬順區，稱沱鄉分為稱沱、桂林、沙坪3個鄉。
- 1953年11月9日[6]（或10日[9]），長壽縣稱沱鄉第八村四、五、六、七組[6]及第九村一組，永順鄉第七村八、九組，分別劃歸江北縣第十三區大壪鄉和第十二區東山鄉、明月鄉管轄[9]。
- 1954年3月9日
  - 鄰水縣的稱沱鄉（祖壽堂、中灣、草堰、梅子等村[8]）併入[7]，改名草堰鄉。
  - 長壽縣沙坪鄉（即千盞鄉,原屬稱沱鄉）全部，稱沱鄉第十村十一、十二、十三、十四4個小組劃歸江北縣第十二區[6][7][9]。
  - 長壽縣稱沱鄉第十村的五、八、九、十4個小組劃歸江北縣第十六區大壪鄉第五村[7][9]。
- 1955年，草堰、稱沱、桂林鄉合併為稱沱鄉。
- 1956年，建立10個高級社（萬順區共39個高級社）。
- 1958年，為萬順(區)人民公社的3個管區（共設13個管區）。
- 1961年，建立稱沱人民公社，坪灘大隊劃歸永順公社。
- 1984年，復置稱沱鄉。
- 2003年，併入洪湖鎮。

## 老橋
老橋，位於稱沱場中、南北橫跨流水岩小溪。橋長23.5米、寬4米，系單孔石拱橋。橋中橫臥石龍，龍頭朝逆水伸出橋身，龍尾翹過橋面。建橋年代無考。相傳明代建文帝曾御臨此橋賦詩一首： 『怪石圓圓像個沱，洪河作桿路作索，彎月作鉤星為用，定給皇王稱山河。』 為此，此地稱稱沱場。

## 區劃
稱沱（和平）、偏岩（民主）、超佛（團結）、桂林、李庄、八斗（高峰）、碼頭（新勝）、梯子（太平）、草堰、友誼、長生（高山）11個村